# Joseph Theodor Sigismund von Baczko
Joseph Theodor Sigismund von Baczko (* 1. Dezember 1751 in Goldap; † 11. Mai 1840 auf Koppershagen, Kreis Wehlau) war ein preußischer Generalmajor und Chef des Dragonerregiments Nr. 7.

## Leben

### Herkunft
Seine Eltern waren der preußische Major Joseph Adolf von Baczko (* 1718; † 19. Juli 1793) und dessen Ehefrau Sophie Charlotte Dullo († 1781), die Adoptivtochter des Bürgermeisters von Goldap. Der Schriftsteller Ludwig von Baczko war sein Bruder.

### Militärlaufbahn
Baczko kam 1765 als Gefreitenkorporal in das Dragonerregiment Nr. 5 der Preußischen Armee. Dort wurde er am 20. Januar 1767 Fähnrich und am 3. Oktober 1771 Sekondeleutnant. Im Bayerischen Erbfolgekrieg nahm er am Gefecht bei Zuckmantel teil. Am 30. Januar 1780 wurde er Inspektionsadjutant der Kavallerie-Inspektion des Generalleutnants Bülow. Am 2. Dezember 1786 wurde er zum Kapitän der Kavallerie befördert. Am 4. September 1788 wurde er zum Assistenten im Oberkriegskollegiums im 2. Departement mit einem Gehalt von 1200 Talern jährlich. Bereits am 24. November 1789 wurde er Major. Am 3. Januar 1790 wurde er in das Dragonerregiment Nr. 6 versetzt und am 14. Juni 1790 zum Eskadronchef ernannt. Baczko begann an einem Kavalleriereglement und erhielt dafür am 1. April 1792 ein Geschenk von 500 Talern.
In den Jahren 1794/95 nahm er dann am Feldzug in Polen teil. Am 22. Juni 1798 stieg er zum Oberstleutnant auf, dazu wurde er am 25. September 1798 zum Kommandeur des Dragonerregiments Nr. 7 ernannt. Am 20. Juni 1799 wurde er Oberst sowie am 12. November 1806 zum Regimentschef ernannt. Während des Vierten Koalitionskrieges nahm Baczko an der Schlacht bei Preußisch Eylau sowie den Gefechten von Schulitz, Biezun, Wackern, Diedersdorf und Heilsberg teil. Am 24. März 1807 wurde er für seine Leistung bei Eylau zum Generalmajor befördert. Am 18. Juli 1807 erhielt er zudem den Orden Pour le Mérite. Der russische Zar zeichnete Baczko am 5. Mai 1808 mit dem Orden der Heiligen Anna I. Klasse aus, da er bei Diedersdorf als Kommandeur der Nachhut die Infanterie des Generals Kamenskoi rettete. Bis zum Ende des Krieges erhielten neun Offiziere des Regiments den Orden Pour le Mérite, 27 Unteroffiziere und Mannschaften die Verdienstmedaille.
Am 7. September 1808 wurde er dann mit Gehalt inaktiv gestellt. Am 30. Juni 1812 wurde er dann Kommandant von Tilsit und erhielt ab dem 1. Juli 1813 ein Gnadengehalt von 1000 Talern. Am 17. August 1813 wurde das Gnadengehalt auf eine Pension umgestellt und Baczko erhielt seinen Abschied. Er zog sich auf das Gut Koppershagen im Kreis Wehlau zurück, das seinem Schwiegersohn gehörte, wo er am 11. Mai 1840 starb.

### Familie
Baczko heiratete am 6. Dezember 1773 in Berlin Friederike Charlotte Auguste Feldmann (* 6. Dezember 1773; † 14. November 1824, beigesetzt auf am 18. November 1824 auf dem Marienfriedhof in Berlin), eine Tochter des Geheimrates Feldmann. Das Paar hatte mehrere Kinder, darunter:
- Juliane Wilhelmine Charlotte (* 10. Januar 1793) ⚭ Johann Karl Dietrich genannt von Schenk, Oberstleutnant im 1. Leib-Husaren-Regiment Nr. 1
- Karl Johann Adolf (* 7. Februar 1794; † 1. November 1813 in Halle), Sekondeleutnant im Dragonerregiment Nr. 1, gestorben an den Folgen der Verletzung in der Völkerschlacht bei Leipzig
- Ida Eleonore Elisabeth (* 10. März 1796; † 8. Juli 1859) ⚭ 14. Februar 1812 Friedrich Wilhelm Adolf Detlef Ferdinand Albrecht Graf von Schwerin (1791–1856), Landrat in Kreis Wehlau[3][4] und ein Sohn des preußischen Generalleutnants Wilhelm von Schwerin
- Luise Auguste Albertine (* 27. Juni 1797) ⚭ 27. Juni 1817 Dr. Bernhard Gottfried Mangold[5]
- Friedrich Ludwig Albert (1799–1882), preußischer Generalleutnant
- Friedrich Otto Eduard (* 26. September 1800), Leutnant im 2. Leib-Husaren-Regiment
- Hermann Wilhelm Heinrich (* 29. Juni 1802; † 31. August 1837), Sekondeleutnant im 2. Leib-Husaren-Regiment
- Charlotte Josephine Natalie (* 1. Februar 1805; † 14. Oktober 1867) ⚭ 5. Mai 1826 Christian von Arnim (* 12. Februar 1800; † 17. Dezember 1852), Sekondeleutnant, Herr auf Kopershagen, Landrat